# فرودگاه نزاگی
فرودگاه نزاگی (به انگلیسی: Nzagi Airport) یک فرودگاه همگانی است که یک باند فرود آسفالت دارد و طول باند آن ۱۸۰۰ متر است. این فرودگاه در کشور آنگولا قرار دارد و در ارتفاع ۷۴۱ متری از سطح دریا واقع شده‌است.